# Ajdovščina
Ajdovščina (allemand : Haidenschaft, italien : Aidussina) est une petite commune située dans la vallée de la Vipava, à l'ouest de la Slovénie.

## Géographie
La ville est située à l'ouest de la Slovénie, à environ 25 km de la mer Adriatique. Elle est arrosée par la rivière Hubelj, affluent de rive droite de la Vipava.
Le climat est méditerranéen, avec une température minimale de -1 °C et maximale de 17 °C en hiver ; minimale de 20 °C et maximale de 39 °C en été.

## Histoire
L'histoire d'Aidussina/Ajdovščina remonte au IIe millénaire av. J.-C. mais la ville est surtout connue à partir de 200 av. J.-C. sous le nom de Mansio Fluvio Frigido ou Castra Ad Fluvio Frigido.
En 333, l’anonyme de Bordeaux, sur la route de Jérusalem y fit étape et il nota sur son itinéraire : Mutatio Castra.
Aidussina/Ajdovščina et ses environs étaient une région commerciale et stratégique importante, lieu de passage entre le Frioul et la Slovénie centrale ; plusieurs batailles importantes ont eu lieu dans la vallée de la Vipava, comme en 394 la bataille de la Rivière Froide. Une légende locale raconte que Théodose Ier profita de la bora, un fort vent du nord, pour désavantager les archers et les légionnaires qui exécutaient les lancements de pilum.
La rivière Hubelj (fluvio frigido des romains) divise la ville en deux grandes parties, Šturje et Aidussina/Ajdovščina. Peu avant la Première Guerre mondiale, la rivière était la frontière entre deux régions slovènes, Goriška et la Carniole.
Bien que la ville soit située à moins de 20 km de la frontière italienne, son architecture ne ressemble pas à celle d'une ville italienne. Cela est dû à la bora (bura, en slovène), vent du nord qui peut être très violent, lequel pourrait causer de nombreux dommages aux maisons traditionnelles italiennes. La population adopta donc l'architecture traditionnelle du Kras, modifiée selon ses besoins, par exemple en installant des pierres sur les toits.
Après la Seconde Guerre mondiale, Ajdovščina devint le centre économique et culturel du nord de la vallée de la Vipava. La ville possède des industries majeures telles que des industries du textile, de construction, d'alimentation et de meubles. Aujourd’hui, la mise en valeur de Castra Ad Fluvio Frigidum et des vestiges de l’Antiquité constituent l’axe fort du développement touristique de la ville.

## Démographie
Entre 1999 et 2008, la population de la commune a légèrement augmenté avec une population d'un peu moins de 20 000 habitants,.
Évolution démographique
| 1999   | 2000   | 2001   | 2002   | 2003   | 2004   | 2005   | 2006   | 2007   |
| ------ | ------ | ------ | ------ | ------ | ------ | ------ | ------ | ------ |
| 17 780 | 17 853 | 17 899 | 18 015 | 18 116 | 18 165 | 18 227 | 18 290 | 18 511 |
| 2008   | 2009   | 2010   | 2011   | 2012   | 2013   | 2014   | 2015   | 2016   |
| 18 600 | 18 822 | 18 850 | 18 938 | 19 016 | 19 024 | 18 892 | 19 007 | 19 061 |
| 2017   | 2018   | 2019   | 2020   | 2021   |        |        |        |        |
| 19 174 | 19 154 | 19 364 | 19 671 | 19 704 |        |        |        |        |

## Personnalités liées à la commune
- Veno Pilon (1896-1970), peintre.
- Evgen Bavcar (1946), photographe franco-slovène né à Ajdovščina.
- Danilo Lokar, écrivain.
- Anton Čebej, peintre.